# Shut Up and Let Me Go
Shut Up and Let Me Go è un brano musicale del duo inglese The Ting Tings, pubblicato nel 2008.

## Il brano
Il brano, scritto dai due componenti del gruppo, Jules De Martino e Katie White, è stato pubblicato come quarto singolo estratto dal primo album dei The Ting Tings, ossia We Started Nothing. Il brano è stato diffuso nei formati digitale, CD singolo e 7" in vinile nel luglio 2008 in Regno Unito e nell'agosto seguente nel resto d'Europa.

## Il video
Il video musicale del brano, diretto da Alex e Liane per la Factory Films, è stato realizzato in live action e ha ricevuto una candidatura agli MTV Video Music Awards 2008 nella categoria "video dell'anno".

## In altri media
La traccia è stata utilizzata come colonna sonora per uno spot pubblicitario dell'iPod Apple e anche nello spot pubblicitario della Fanta.

## Tracce
Digitale
- Shut Up and Let Me Go - 2:54

## Classifiche
| Classifica (2008–09)                 | Posizione raggiunta |
| ------------------------------------ | ------------------- |
| Regno Unito (Official Singles Chart) | 6                   |